# Shivini
Shivini fou una deïtat solar del regne d'Urartu. Era el tercer déu de la triada junt amb Khaldi i Theispes.
Els seus equivalents assiri era Shamash. Shivini era representat com un home de genolls portant un disc solar. La seva esposa fou la deessa Tushpuea, considerada la tercera deessa del país a la inscripció de Mheri-Dur.